# 蓬图尔
蓬图尔（法語：Pontours）是法国多尔多涅省的一个市镇，位于该省南部，属于贝尔热拉克区。该市镇总面积6.69平方公里，2009年时的人口为205人。

## 人口
蓬图尔人口变化图示